# Seconde bataille de Donaldsonville
 (mai 2020).
Si vous disposez d'ouvrages ou d'articles de référence ou si vous connaissez des sites web de qualité traitant du thème abordé ici, merci de compléter l'article en donnant les références utiles à sa vérifiabilité et en les liant à la section « Notes et références ».
Guerre de Sécession
Batailles
Seconde campagne de Bayou Teche
- LaFourche Crossing
- Brashear City
- 2e Donaldsonville
- Kock's Plantation
- Stirling's Plantation
- Bayou Bourbeux

La deuxième bataille de Donaldsonville est une bataille de la guerre de Sécession qui a eu lieu le 28 juin 1863 à Ascension Parish, en Louisiane.

## Déroulement
Le 28 juin 1863, le brigadier-général confédéré, Jean Alfred Mouton, ordonne aux brigades du général Tom Green et du colonel James Patrick Major de prendre Donaldsonville, en Louisiane. L'Union avait construit le Fort Butler, que les rebelles devaient prendre avant d'occuper la ville.
Les forces de l'Union sont composées de la garnison de Fort Butler c'est-à-dire de deux compagnies du 28th Maine Volunteer Infantry et de quelques convalescents de divers régiments. Les forces confédérées sont quant-à-elles composées de la brigade texane de Tom Green et de la brigade texane du colonel James Patrick Major.

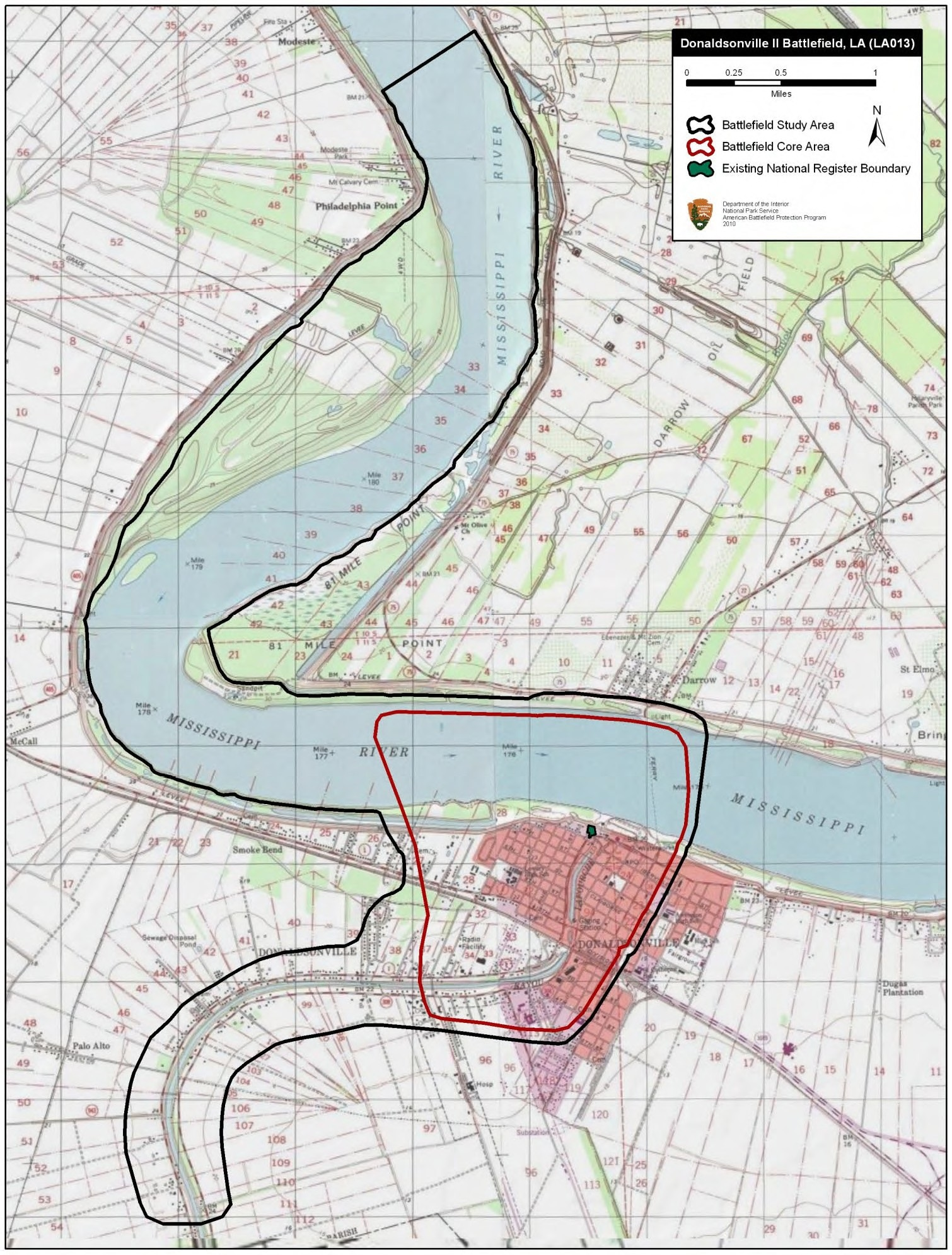
Carte du noyau et des zones d'étude de la Seconde bataille de Donaldsonville par l'American Battlefield Protection Program.

Dans la nuit du 27 juin, Green, à moins d'un mile et demi du fort, commence à déplacer les troupes en avant pour attaquer. L'attaque débute peu après minuit, et les confédérés encerclent rapidement le fort et commencent à traverser les divers obstacles. Les troupes qui attaquent le long de la digue arrivent dans un fossé, dont elles ignorent l'existence, trop large pour traverser, qui sauve la situation pour la garnison de l'Union. Une canonnière de l'Union, l'USS Princess Royal, vient également en aide à la garnison et commence à bombarder les assaillants. Les attaques confédérées se poursuivent pendant un certain temps, mais elles cessent finalement et se retirent.
Ce point sur le fleuve Mississippi reste ainsi entre les mains de l'Union et de nombreuses autres villes du fleuve sont occupées par les Yankees : les Confédérés arrivent à tourmenter mais pas éliminer ces enclaves de l'Union.